# إنغريد بيسو
إنغريد بيسو (بالرومانية: Ingrid Bisu) هي ممثلة رومانية - ألمانية من مواليد 15 سبتمبر 1987 في بوخارست.

## حياتها الشخصية
إنغريد متزوجة من المخرج الماليزي - الأسترالي جيمس وان تزوجوا في نوفمبر 2019.

## وصلات خارجية
إنغريد بيسو على موقع IMDb (الإنجليزية)
- إنغريد بيسو على موقع ألو سيني (الفرنسية)
- إنغريد بيسو على موقع قاعدة بيانات الفيلم (الإنجليزية)